# Kubeo
I Kubeo  sono un gruppo etnico della Colombia, del Brasile e del Venezuela.

## Lingua
Parlano la lingua Kubeo (o Cubeo) che appartiene alla famiglia linguistica Tucano. Sono spesso sottoclassificati come "tucanoani centrali" dato che la loro lingua si distingue in maniera netta dalle altre appartenenti alla famiglia delle lingue tucanoane. Si auto-identificano con i termini  Kubéwa o Pamíwa.

## Insediamenti
Sono stanziati principalmente in Colombia, nella regione del corso superiore del fiume Uaupés, compresi i suoi affluenti Querari, Cuduiari e Pirabatón.
In Brasile vivono nello stato brasiliano dell'Amazonas, in tre villaggi sul corso superiore del fiume Uaupés; altri piccoli gruppi si trovano sul fiume Aiari. Un altro piccolo gruppo è stanziato all'interno dei confini venezuelani.